# Уморан од живота и смрти
Уморан од живота и смрти (кин: 生死疲劳 шенгси пилао)  роман је кинеског књижевника и нобеловца Мо Јена из 2006. Главни јунак и приповедач је земљопоседник Симен Нао, којег су на почетку романа комунисти стрељали за време земљишне реформе 1950. Незадовољан начином на који је завршио живот, он се враћа у свој родни крај реинкарниран редом као магарац, во, вепар, пас, мајмун и хемофилични дечак. Из ових различитих, а уједно и исте перспективе, приказују се друштвене промене кинеског друштва у другој половини двадестог века, као и даљи ток живота Сименове породице и слуга. Сам наслов књиге односи се на будистичко веровање да умор од живота и смрти - тј. од сталног поновног рађања једне душе - прозилази из претераних жеља и везаности за материјални свет. У погледу наративне технике Мо Јен се великим делом ослањао на форму класичног кинеског романа подељеног на поглавља-епизоде, али и на богатсво кинеског књижевног фолклора. Роман одликује црни хумор, гротеска, иронија, магијски реализам, пажња при обликовању детаља, као и метанаративно поигравање са положајем аутора, пошто се као епизодни лик појављује и сам писац Мо Јен, о коме приповедач говори са нетрепељивошћу и ниподоштавањем, тврдећи да му се ни по којим условима не сме веровати. На тај начин потврђује се постмодернистичка идеја да је истина увек субјективна и вишеструка.
Често се истиче да је Мо Јен написао ову књигу за само 43 дана. У телефонском интервју за Нобелову организацију објаснио је да је заправо за 43 дана написао нацрт и прву верзију текста, а да је писање текло брзо јер је причу и ликове засновао на истинитим догађајима из његовог родног краја. Такође, потврдио је да је у његовом крају живео самостални земљорадник, који је одбијао да приступи комуни, због чега је постао предмет снажне репресије. Он је постао инспирација за лик Симен Наовог верног слуге.
Са кинеског на српски језик превео га је Зоран Скробановић.